# Via Catalana

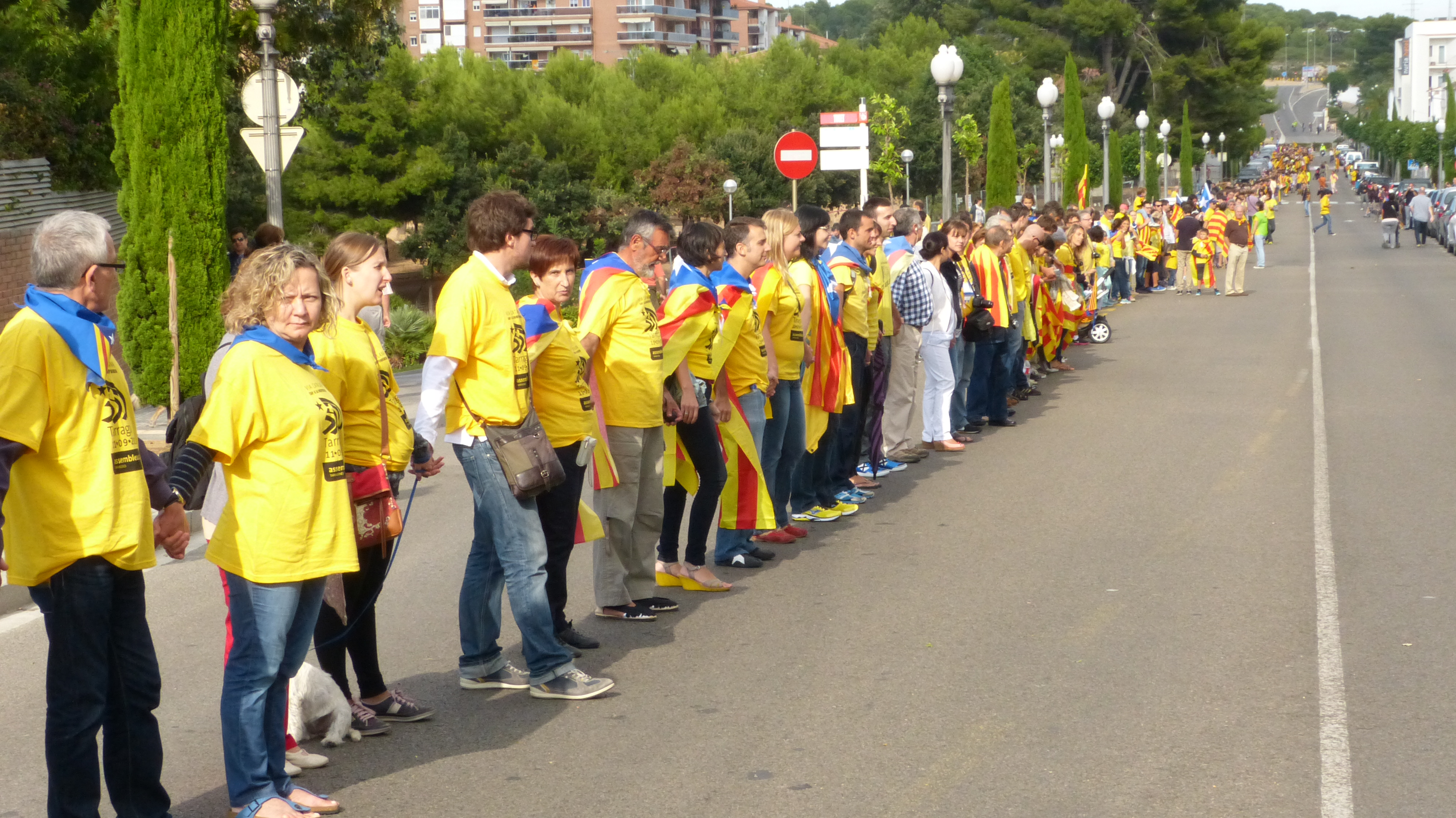
Via Catalã

A Via Catalã é um projeto de mobilização pela independência da região da Catalunha, na Espanha. Os organizadores pretendiam fazer uma corrente humana de 400km na costa da Catalunha no dia 11 de setembro de 2013  O movimento inspirou-se na Cadeia Báltica, que foi uma corrente humana formada na época das mobilizações pela independência dos Países Bálticos da União Soviética.
Dentre os organizadores destaca-se a Assemblea Nacional Catalana (ANC).
A corrente passou pela antiga Via Augusta, desde Le Perthus (Vallespir) até Alcanar (Montsià). Segundo Carme Forcadell, presidenta da ANC, tem de ser um símbolo, o símbolo da unidade do povo catalão para conseguir a soberania nacional.
Ao todo, a organização previu mobilizar 1 500 automóveis e até 30 000 voluntários. Contrataram mais de vinte meios aéreos para documentar o ato e mais de 800 fotógrafos o imortalizaram. Três semanas antes do acontecimento, mais de 350.000 pessoas já se tinham inscrito no site oficial feito para distribuir aos assistentes ao longo da corrente de 400km. No entanto, os organizadores admitiram ter problemas em cobrir os espaços do sul da corrente humana.

## Precedentes históricos
Em 23 de agosto do 1989, dois milhões de cidadãos dos Países Bálticos (Estônia, Letônia e Lituânia) fizeram a Cadeia Báltica que ligou as capitais dos três países para exigir a independência em relação à União Soviética,  que foi reconhecida depois da tentativa de golpe contra Gorbachev em 21 de agosto do 1991. Uma das frases mais importantes da Via Báltica era: "Uma casa comum europeia só se pode estabelecer se todos os países europeus permitem um livre direito à autodeterminação".

## Prévia
A Via Catalã apresentou-se ao Museu da História da Catalunha em 19 de junho de 2013, num ato onde também participaram Henn Karits e Ülo Laanoja, membros da organização da Via Báltica de 1989.  Em 4 de julho a Assembleia Nacional Catalã abriu o período de inscrições através do seu site, onde se vão inscrever 22.000 pessoas durante as primeiras 24 horas e mais de 78.000 na primeira semana.
Em 12 de julho, só 9 dias depois do início das inscrições, já se tinham superado os 100.000 inscritos. Em 30 de julho, dia em que os promotores apresentaram o cartaz e o vídeo promocional do acontecimento, chegou-se às 250.000 inscrições. Três semanas antes do evento, mais de 350.000 pessoas já se tinham inscrito no site oficial, para poderem se distribuir eficazmente ao longo da cadeia de 400 km. Contudo, os organizadores admitiram ter problemas para preencher as vagas do sul da cadeia humana, segundo eles, devido à baixa densidade de população de aquela zona do território. Em 2 de setembro já não havia qualquer tramo da Via Catalana com baixa ocupação.
Durante o verão também se vão indo fazendo ensaios correntes mais pequenas por todos os lados do território, como agora a Jesús e Roquetes, Sant Cugat del Vallès, Navàs, Montblanc e La Garriga.

## Repercussão política
Convergència Democrática de Catalunya (CDC), Esquerda Republicana da Catalunha (ERC) e a Candidatura de Unidade Popular (CUP) manifestaram o seu apoio e participação à Via Catalã, enquanto que o Partit dels Socialistes de Catalunya (PSC), Partido Popular (Espanha) (PP) e Ciutadans se vão opor.
Unió Democràtica de Catalunha(UDC) pediu à Assembleia Nacional Catalã, primeiro, e a Òmnium Cultural, depois, que o lema da corrente humana não fosse independentista («Via Catalã pela Independência») e se centrasse no direito à autodeterminação para «somar todas as adesões e todos os apoios possíveis». Carme Forcadell, presidenta da ANC, respondeu que fazer esta mudança representaria um «passo atrás» e «não teria sentido nenhum [...] reivindicar um direito que, como povo, já temos, que é o direito a decidir». Iniciativa per Catalunya Verds, pela sua parte, tem pendente reunir-se para decidir o seu apoio.
Algumas das personalidades políticas que confirmaram a sua participação foram Jordi Pujol, presidente da Generalidade da Catalunha entre 1980 e 2003; Germà Gordó, conselheiro da Justiça; Ferran Mascarell, conselheiro da Cultura; Felip Puig, conselheiro da Empresa e Ocupação; Boi Ruiz, conselheiro da Saúde; Xavier Trias, prefeito da cidade de Barcelona; os presidentes das Diputações de Barcelona, Lleida e Girona; Lluís Maria Corominas, deputado e vice-presidente segundo do Parlamento da Catalunha; Jordi Turull, secretário geral de CDC e deputado ao Parlamento da Catalunha; Josep Rull, secretário geral de CDC e deputado ao Parlamento da Catalunha; Antoni Castellà, Secretário de Universidades da Generalidade da Catalunha e militante da UDC; David Fernàndez, deputado e porta-voz ao Parlamento da Catalunha da CUP; Quim Arrufat, deputado da CUP ao Parlamento da Catalunha; Ernest Maragall, conselheiro da Ensina da Generalidade da Catalunha entre 2006 e 2010 e impulsor do partido Nova Esquerra Catalana (Nova Esquerda Catalã). 

## Percurso
A corrente humana, seguindo a Via Augusta, atravessará 86 municípios. Os núcleos de população por onde passará a Via Catalã, por ordem de norte a sul, são os seguintes:
El Pertús, La Jonquera, Pont de Molins, Figueres, Santa Llogaia d'Àlguema, Bàscara, Orriols, Sarrià de Ter, Sant Julià de Ramis, Girona, Fornells de la Selva, Riudellots de la Selva, Tordera, Pineda de Mar, Calella, Sant Pol de Mar, Canet de Mar, Arenys de Mar, Caldes d'Estrac, Sant Andreu de Llavaneres, Mataró, Cabrera de Mar, Vilassar de Mar, Premià de Mar, El Masnou, Montgat, Badalona, Sant Adrià de Besòs, Barcelona, L'Hospitalet de Llobregat, Esplugues de Llobregat, Sant Just Desvern, Sant Feliu de Llobregat, Molins de Rei, Sant Vicenç dels Horts, Cervelló, Vallirana, Ordal, Cantallops, Sant Cugat Sesgarrigues, Olèrdola, Vilafranca del Penedès, Santa Margarida i els Monjos, La Ràpita, L'Arboç, Castellet i la Gornal, Bellvei, El Vendrell, Roda de Berà, Creixell, Clarà, Torredembarra, Altafulla, Tarragona, La Canonja, Reus, Riudoms, Montbrió del Camp, Mont-roig del Camp, L'Hospitalet de l'Infant, L'Ametlla de Mar, El Perelló, El Garraf, Camarles, L'Aldea, Amposta, Sant Carles de la Ràpita e Alcanar.
Dentro de Barcelona, a corrente entrará pela autoestrada de Collblanc e a rua de Sants. Ocupará a Praça da Espanha e a avenida do Paral·lel até o mar. A Via Catalã percorrerá a frente marítima da cidade até à área do Fòrum Universal de les Cultures e a avenida Diagonal. O percurso acontecerá em lugares emblemáticos de Barcelona: a Sagrada Família, a Catedral, a Rambla, a Praça da Catalunha, o Passeio de Gràcia e o campo do FC Barcelona. Também se situará em frente das principais instituições políticas catalãs, como o Parlamento, ao parque da Ciutadella, e o Palácio do Governo catalão, na Praça de Sant Jaume.

## Internacional

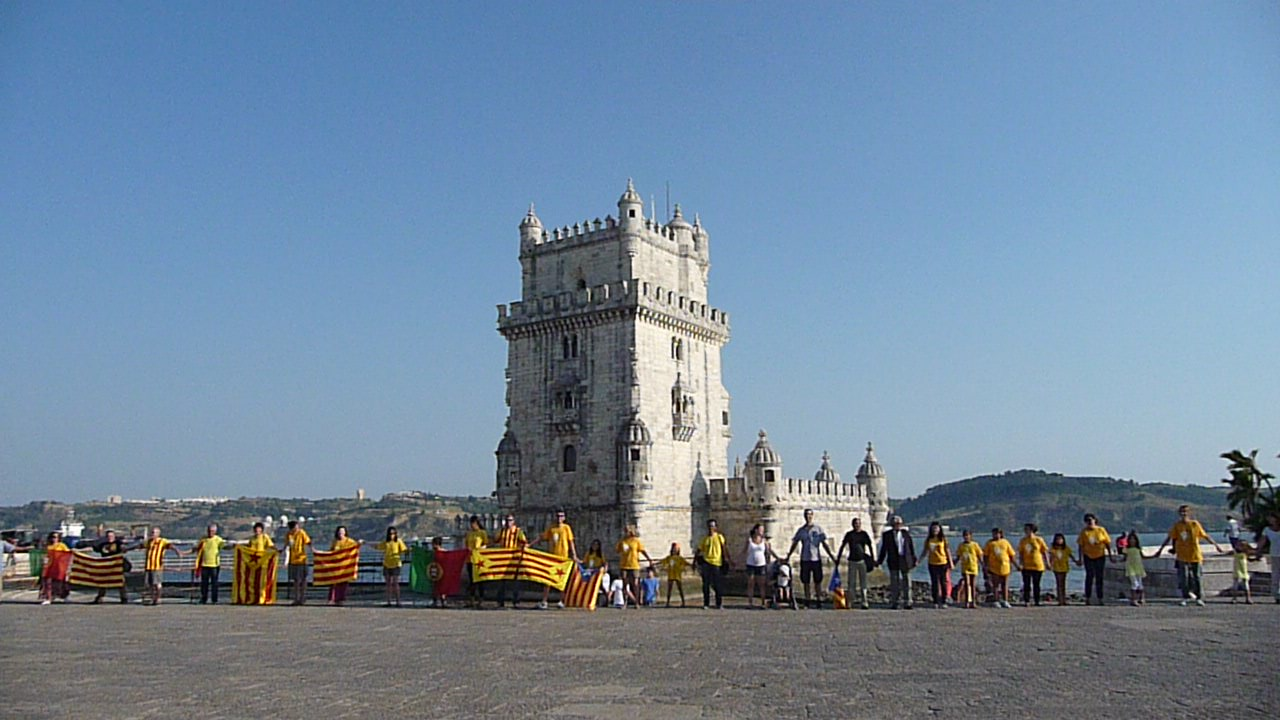
Via Catalana a Lisboa no dia 30 de agosto de 2013

Os catalães no exterior também organizarão 110 correntes humanas que levarão a termo principalmente entre 24 de agosto e 1 de setembro nas principais cidades do mundo, entre as quais se destacam Lisboa, São Paulo, Curitiba, Rio de Janeiro, Nova Iorque, Pequim, Paris, Roma, Londres, Sydney, Tóquio, Lima e Cidade de México , «para apoiar o processo democrático de independência de Catalunha».

### Lisboa
No dia 30 de agosto de 2013, o acto de apoio à independência da Catalunha realizou-se no espaço à frente da Torre de Belém, em Lisboa. A manifestação pacífica, por meio de uma corrente humana, contou com a participação de 40 pessoas, entre catalães residentes em Portugal, turistas e portugueses afins à causa catalã. O ambiente foi muito cordial e festivo.

## Repercussões

### Contramanifestação
O Moviment Cívic 12-O convocou na tarde de 11 de setembro, Dia Nacional da Catalunha, uma concentração espanholista na praça da Sagrada Família mostrar o seu apoio à unidade da Espanha e «romper a corrente independentista».

### Consequências políticas
A Assemblea Nacional Catalana reclamou que o dia depois da Via Catalana o governo catalão expressasse o dia, e a pergunta do referendo de autodeterminação de Catalunha, que «tem que se poder responder com um sim o um não».